# Aneuryphymus erythropus
Aneuryphymus erythropus is een rechtvleugelig insect uit de familie veldsprinkhanen (Acrididae). De wetenschappelijke naam van deze soort is voor het eerst geldig gepubliceerd in 1815 door Thunberg.
1. ↑  (en) Aneuryphymus erythropus op de IUCN Red List of Threatened Species.